# Jelovói járás

A Jelovói járás a Permi határterületen

A Jelovói járás (oroszul Еловский район) Oroszország egyik járása a Permi határterületen. Székhelye Jelovo.

## Népesség
- 1989-ben 14 127 lakosa volt.
- 2002-ben 13 121 lakosa volt, melynek 94,8%-a orosz, 2,6%-a csuvas, 0,9%-a tatár, 0,5%-a baskír, 0,4%-a udmurt nemzetiségű.
- 2010-ben 10 743 lakosa volt, melyből 10 194 orosz, 181 csuvas, 88 tatár, 54 baskír stb.